# Александър Шишков
Алекса̀ндър Семьо̀нович Шишко̀в (на руски: Александр Семёнович Шишков) е руски писател, филолог, литературовед, военен (адмирал) и държавен деятел.
До смъртта си е председател на Руската академия – създадена с указ на Екатерина Велика по образец на Френската академия. От 1800 г. е член на Императорската академия на науките. 
Александър Шишков е създател на ново направление в руската литература, наречено постафактум – архаизъм.  Автор е на манифеста за отечествената война. Носител на орден „Свети Александър Невски“, който му е връчен във Вилнюс след отстъплението на великата армия, във връзка наближаващия край на наполеоновите войни. 

## Политически възгледи и държавническа деятелност
Александър Шишков заема длъжността „държавен секретар“ (втори по ред в историята, след като е учредена през 1810 г.) в периода от 1812 до 1814 г.
Взел участие в три битки на руския флот по време на Руско-шведската война (1788 – 1790), за което му е присъдено званието „адмирал“ (пълен – 1824). Като член на Върховния наказателен съд не се застъпва за смъртни присъди на декабристите, намирайки ги за „заблудени хора“. 

## Светоглед и просветна дейност
През 1817 г. Александър Шишков встъпва с крайно остра и негативна реакция към дейността на новоучреденото руско Министерство на духовните дела и народното просвещение, начело с княз Александър Голицин. Всякакви прояви на либерализъм са заклеймени от Александър Шишков, като „развращаващи народа“.
В това следвоенно време, Александър Шишков встъпва и срещу учреденото Руско библейско дружество, което си поставя за цел да замени текста на светото писание от църковнославянски – на разговорния народен руски език, за да бил той достъпен и разбираем от простолюдието. Според видния руски консерватор, това е кощунствено, понеже се заменя „езика на църквата“ с „езика на театъра“.
След идването на власт на император Николай I Александър Шишков е министър на народното просвещение, остро противопоставяйки се на идеолозите на световното библейско дружество и декабристите, които са заклеймени от него като „виновни за упадъка на нравствеността, разгула на свободомислието и за антиправославния мистицизъм“. 
През 20-те години е водещ идеолог на създаденото руско охранително движение и партия.

## ((ru))Литература – съчинения и преводи на Александър Шишков
- Шишков А. С. Невольничество: Драма в одном действии. – [СПб.: Тип. Мор. кадет. корпуса, 1780]. – 55 с.
- Кампе И. Г. Детская библиотека. / Пер. с нем. А. С. Шишкова. – СПб.: Иждивением Имп. Акад. наук, 1783 – 1785.
- Геснер С. Дафнис. / Пер. с нем. А. С. Шишкова. – [СПб.]: Тип. Морск. шляхет. кад. корпуса, 1785. – [8], 168 с.
- Ромм Ш. Морское искусство, или Главные начала и правила научающие искусству строения, вооружения, правления и вождения кораблей. / Пер. с фр. А. С. Шишкова. – [СПб.]: Тип. Мор. шляхет. кадет. корпуса, 1793 – 1795.
- Шишков А. С. Треязычный морской словарь на английском, французском и российском языках. В трех частях. – [СПб.]: Тип. Мор. шляхет. кадет. корпуса, 1795. – [6], VIII, 84, 169, 41 с.
- Шишков А. С. Список кораблям и прочим судам всего российского флота от начала заведения оного до нынешних времен. – [СПб.]: Тип. Мор. шляхет. кадет. корпуса, 1799.
- Шишков А. С. Рассуждение о старом и новом слоге российского языка. – СПб., 1803. (2-е изд.: СПб., 1817) Текст (вместе с прибавлением) во 2-м т. с/с — М, 1824
- Шишков А. С. Прибавление к сочинению, называемому Рассуждение о старом и новом слоге российского языка. – СПб., 1804.
- Шишков А. С. Разговоры о словесности между двумя лицами Аз и Буки. – СПб., 1811. Текст (вместе с прибавлением) в 3-м т. с/с — М, 1824
- Шишков А. С. Рассуждение о красноречии священного писания и о том, в чём состоит богатство, обилие, красота и сила российского языка и какими средствами оный ещё более распространить, обогатить и усовершенствовать можно. – СПб., 1811. (2-е изд.: СПБ., 1825) Текст
- Шишков А. С. Разсужденіе о любви къ Отечеству. („Чтеніе въ Бесѣдѣ любителей Русскаго слова“. Книжка пятая. СПб., 1812)
- Собрание Высочайших манифестов, грамот, указов и прочего 1812 – 1816 годов. Издал А. С. Шишков. – СПб., 1816.
- Шишков А. С. Собрание сочинений и переводов адмирала Шишкова. Чч. 1 – 17. – СПб., 1818 – 1839. (ч.10 pdf Архив на оригинала от 2016-03-05 в Wayback Machine., ч.13 pdf Архив на оригинала от 2016-03-06 в Wayback Machine., ч.14 pdf Архив на оригинала от 2016-03-04 в Wayback Machine.
- Шишков А. С. Руководство к сочинению словопроизводственного словаря. – СПб., 1831.
- Шишков А. С. Краткие записки адмирала Шишкова (Журнал кампании 1812 года). – СПб. 1831.
- Шишков А. С. Двенадцать собственноручных писем адмирала Александра Семеновича Шишкова. – СПб., 1841. – 86 с.
- Шишков А. С. Записки адмирала Александра Семеновича Шишкова. – СПб., 1868.; – Москва, 1869 (скачать в pdf) Архив на оригинала от 2010-08-30 в Wayback Machine..
- Шишков А. С. Записки, мнения и переписка адмирала Шишкова. / Изд. Н. Киселева и Ю. Самарина. Тт. 1 – 2. – Берлин—Прага, 1870.
- Шишков А. С. Русский путешественник прошлого века за границей. (Собственноручные письма А.С. Шишкова 1776 и 1777 гг.) / Сообщ. И.В. Помяловский // Русская старина, 1897. – Т. 90. – № 5. – С. 409 – 423; № 6. – С. 619 – 632; Т. 91. – № 7. – С. 197 – 224. Архив на оригинала от 2015-07-13 в Wayback Machine.